# Еленендорф
Эта статья рассказывает о периоде истории города Гёйгёль до 1938 года.
Еле́нендорф (нем. Helenendorf: деревня Елены) — немецкое поселение в Азербайджане, основанное в 1819 году переселенцами из Швабии. Названо в честь Великой княжны Елены Павловны, дочери Российского императора Павла I. В 1938 году переименовано в Ханлар, в 2008 году — в Гёйгёль.

## Переселение
10 мая 1817 года российский император Александр I подписал прошение 700 швабских семей о переселении в Закавказье. Сборным пунктом был назначен город Ульм, откуда переселенцы были отправлены на судах вниз по Дунаю в Измаил. После карантина они были расселены на зимовку в уже существовавших к тому времени причерноморских немецких колониях Петерсталь, Иозефсталь, Карлсталь и других швабских деревнях. В Закавказье в сопровождении казаков переселенцы прибыли лишь в августе 1818 года. Из семисот семей, выехавших из Ульма, только около четырёхсот достигли цели; часть переселенцев умерла в пути от болезней, другие остались в Причерноморье. В то же время около ста семей из причерноморских колоний присоединились к переселенцам. В Закавказье приехавшими были основаны 6 поселений в Грузии и 2 (Анненфельд и Еленендорф) в Азербайджане.
Название Helenendorf колония получила в честь Великой княжны Елены Павловны дочери Павла I и Марии Фёдоровны (до замужества София Доротея — принцесса Вюртембергская).

## Основание колонии
К назначенному месту колонисты прибыли зимой 1818 года, поэтому были вынуждены перезимовать в Елизаветполе (сейчас Гянджа) в местных семьях, также исповедовавших христианство, и лишь весной 1819 года на пасхальные праздники правительственные чиновники определили точное место строительства Еленендорфа — бывшее «татарское поселение» Ханахлар, где «кроме полузасыпанного канала и ям в земле ничего не напоминало о прежних жителях». Участки для дворов были распределены по двум улицам. Основателями колонии Еленендорф были швабские семьи (по различным данным, от 127 до 135 семей), прибывшие в основном из Ройтлингена под предводительством Готтлиба Коха, Герцога Шимана, Якова Краузе и Иоганнеса Вухрера. Первоначально колонистам пришлось жить в землянках, на протяжении нескольких лет они жили в очень трудных и даже опасных условиях, так в первую зиму (1818—1819) выжили только 118 семей.
Во время русско-персидской войны 1826—28 годов швабам дважды приходилось бежать в Елизаветполь и Тифлис, спасаясь от наступающих персов, оба раза Еленендорф персами был сожжён. В 1829-30 годах смертность из-за болезней (в том числе чумы и холеры) была в два раза выше рождаемости. Лишь в 30-е годы колонистам удалось постепенно наладить свою жизнь.

## Население

### Динамика численности населения
В 1843 году численность еленендорфцев составляла 609 человек, в 1926 г. — 2157 человек (но к этому времени выходцы из Еленендорфа основали ещё две дочерние колонии — Георгсфельд (936 жителей) и Траубенфельд (393 жителя)). Переселялись они и в другие дочерние колонии, образовавшиеся в начале XX века. В октябре 1941 года (во время принудительного выселения немецких колонистов из Закавказья) количество немцев, проживавших в Еленендорфе и подлежащих выселению, составляло 2675 человек.

### Национальный состав
Национальный состав города 1886 год состоял из 1457 немцев, 8 русских и 4 татар.

## Хозяйственная деятельность
К 1875 году колонисты полностью выплатили правительственный кредит (2000 рублей на семью), полученный ими в 1818 году на переезд и обустройство хозяйства. К этому времени главным занятием колонистов было выращивание винограда и производство спиртных напитков — различных сортов марочного и столового вина, коньяка, шампанского. Продукция, производившаяся в Еленендорфе, реализовывалась местными фирмами «Братья Гуммель», «Братья Форер» и «Конкордия» не только в России, в частности в Москве и С-Петербурге, но и в Европе. Получили развитие и ремёсла. К 1908 году в колонии насчитывалось: 8 мастерских по производству конных повозок (поставляемых также в российскую армию), 6 — по производству бочек, 9 кузней, 9 плотницких и 6 столярных мастерских, 4 мастера по пошиву одежды, 4 маляра и 4 печника, 3 слесарные мастерские, один обувной мастер. Кроме швабов в Еленендорфе работали люди и других национальностей: 60 армян и 40 лезгин (преимущественно как каменщики). По переписи 1908 года в колонии проживало 3525 «душ»: 2384 — немцы, 400 — русские (в основном казаки), 366 — армяне, 300 — персы (сезонные работники), 40 — лезгины, 30 — грузины, 5 человек — татары (азербайджанцы).
До начала XX века торговлей в Еленендорфе занимались армянские и татарские (азербайджанские) купцы. И лишь в 1903 году еленендорфские колонисты организовали собственный торговый кооператив (нем. Komsum) с первоначальным капиталом в 7 тысяч рублей, обеспечивавший жителей колонии практически всем необходимым, включая оборудование для мастерских и сельскохозяйственный инвентарь. Через четыре года оборот кооператива составил 145 тысяч рублей, прибыль — 10 тысяч.

## Социальное развитие
Швабы, выехавшие в Российскую империю, были лютеранами, но принадлежали к пиетистскому движению, что, собственно, и было одной из причин их переселения на Кавказ. В 1832 году из Ганновера в колонию прибыл пастор, до этого же, с момента основания Еленендорфа, богослужения, таинства и обряды проводились местным учителем. В 1857 году в деревне была построена и освящена каменная церковь Святого Иоанна.
Благодаря тому, что в числе прибывших был и учитель, дети колонистов имели возможность обучаться чтению, письму и счёту, позже — географии и истории. В 1823 году была построена первая школа, в которой дети обучались в двух классах. С ростом населения разрасталась и школа, расширялся и перечень изучаемых в ней предметов. С 1890-х годов обязательным стало изучение русского языка. В 1907 году при еленендорфской школе был открыт интернат для проживания обучавшихся в ней детей из других швабских поселений Закавказья. В 20-х годах XX столетия для работы в школе приглашались педагоги из Германии. Так, к примеру, уроки музыки в еленендорфской школе вёл Алоиз Мелихар (Alois Melichar), будущий дирижёр Берлинской филармонии.
Среди местных преподавателей был, в частности, Яков Гуммель, известный своими научными работами по археологии. В 1930-е годы в Еленедорфской школе работал видный немецкий писатель и поэт Ф. И. Бах.
Общественная культурная жизнь в Еленендорфе началась с образования в 1893 году «Немецкого общества» (нем. Deutscher Verein), первоначально представлявшего собой мужской клуб с библиотекой, читальным залом и кегельбаном. В дальнейшем были организованы самодеятельные духовой и струнный оркестры, театральная студия, которые проводили концерты и постановки как в зале общества, где могло разместиться до 400 зрителей, так и на различных праздничных мероприятиях, в том числе в еленендорфском общественном саду. В 1930 году была открыта музыкальная школа с классами фортепиано и струнных инструментов. Нередко проводились в Еленендорфе различные фестивали, на которые съезжались музыкальные коллективы из всех закавказских колоний (к 1930-м годам насчитывалась 21 колония).
Культурный и экономический закат Еленендорфа (с 1938 года — Ханлар) начался с коллективизацией в 1930-х годах. Не обошли колонию стороной и репрессии, в 1933-41 годах было репрессировано около 190 еленендорфцев. С началом Великой Отечественной войны по приказу наркома внутренних дел СССР (№ 001487 от 11 октября 1941 года) «О переселении лиц немецкой национальности из Азербайджана, Грузии и Армении», немцы Ханлара были высланы в Среднюю Азию, Казахстан и Сибирь.